# اعلامیه‌های مسکو

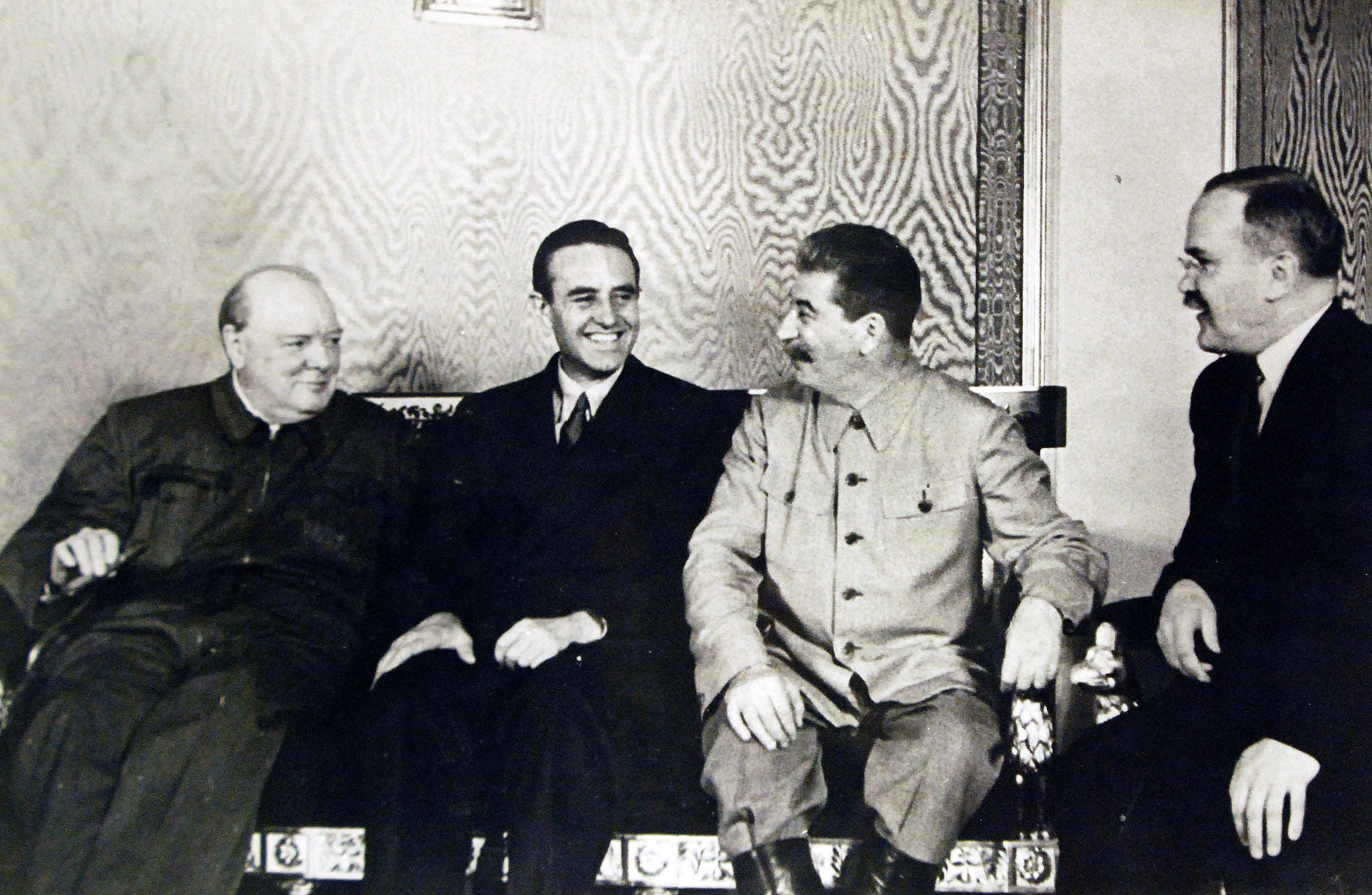
نمایی از جلسهٔ کنفرانس مسکو در سال ۱۹۴۲. از چپ: وینستون چرچیل، ویلیام آورل هریمن، ژوزف استالین، ویاچسلاو مولوتوف.

اعلامیه‌های مسکو (انگلیسی: Moscow Declarations) چهار اعلامیه بود که در سال ۱۹۴۳ توسط کشورهای آمریکا، انگلستان، شوروی و چین امضا شد.
در این اعلامیه‌ها چهار کشور مذکور تأسیس یک سازمان بین‌المللی را که در آن برای عضویت کلیه کشورها (اعم از کوچک و بزرگ) باز بوده و بر پایه مساوات تمام کشورهای صلح‌جو (اعم از کوچک و بزرگ) مستقر شده باشد جهت صلح و امنیت ملی، ضروری اعلام داشتند.